# ユーキャン
株式会社ユーキャン（U-CAN Inc.）は、日本の通信教育、出版業者。ダイレクトマーケティングにより各種通信教育講座、出版物、音楽・映像ソフトの通信販売を行っている。

## 沿革
一部を除き公式ウェブサイトより。
前身は1947年に創設されたラジオ教育研究所。
- 1954年6月：東京都渋谷区松濤に東京人形学院を設立。
- 1955年12月：東京人形学院に通信教育部を設置。
- 1963年4月：東京都新宿区高田馬場に校舎を建築し、移転。
- 1967年4月：東京都新宿区市ヶ谷に株式会社日本手芸センターを設立。
- 1968年8月：東京都豊島区巣鴨に株式会社日本華道協会を設立。
- 1973年4月：書写技能講座がスタート。
- 1974年2月：株式会社日本通信教育連盟[注 1]を設立して関係法人を合併・統合。
- 1991年7月：現在の本部ビルが完成。
- 2002年1月：CI導入。「人」の字をモチーフにした新シンボルマークの制定と同時に、コミュニケーションネーム「ユーキャン（U-CAN）」を採用したが、法人名は不変。
- 2003年：自由国民社と出版事業で提携。新語・流行語大賞のオフィシャルスポンサーになる。
- 2004年2月：『U-CAN資格試験シリーズ』発行開始。
- 2006年：本屋大賞の協賛を始める。
- 2006年6月1日：法人名を株式会社日本通信教育連盟から株式会社ユーキャンに変更。
- 2011年：生活・実用用品などを扱う「通販事業部」設立。
- 2013年1月：初の海外進出を中国で開始。成都市のIT企業「成都ウィナーソフト」グループと合弁で「成都生涯科技有限公司（U-CAN CHINA）」を設立。
- 2014年：アメリカに進出。

## 事業分野

### 通信教育講座
資格・趣味などの各種通信講座が約160種用意され、模擬試験や任意のスクーリングを行い教育訓練給付制度が適用される講座がある一方、添削も無くただ教材を配布するのみの講座もある。近年はインターネットを利用した学習サポートを行っている講座もある。これまでの受講生総数は延べ約1800万人に上るが、創業の礎になったラジオ工学講座を始め、需要減や内容の陳腐化から休講、或いは終講したものも少なからず存在する。なお、2012年4月より一部の講座が海外でも受講できるようになった（日販アイ・ピー・エス株式会社に委託）。
宣伝手段は永らく雑誌出稿が主だったが、自己啓発・資格取得ブームの追い風を受け、昨今はテレビCMや新聞折込チラシ、webコンテンツなどを積極的に展開している。

### 出版物、音楽・映像ソフトの通信販売
「ユーキャン出版局」名義で、分冊百科などの各種書籍、瀬戸内寂聴や相田みつを講演集などのCD・DVDソフトを販売している。

### レコード事業
「日本メールセンター」及び「日本音楽教育センター」名義で各種オムニバスレコード・CD集の企画・制作・通信販売を行ってきたが、1995年「フォアレコード（FOA RECORDS）」の名で一般流通レコード事業を開始。FOAは、「FORCE OF AMBIENT」の頭文字とされる。アンビエント・ミュージックに傾倒していた時期の細野晴臣も深く関わっており、さだまさしの曲をオーケストラアレンジしたアルバムや小室哲哉のソロ名義によるアンビエント曲のリリースなど一風変わった作品を数多くリリースした。親会社の社名変更に伴い2007年1月1日より「ユーキャン・エンターテインメント事業部」に改称し、レーベル名も「ユーキャン」に変更した。製造流通はユニバーサル ミュージック合同会社に委託。

#### 主な所属アーティスト（過去を含む。）
- さだまさし（レーベルはフリーフライトレコード）
- チキンガーリックステーキ
- 仲村瑠璃亜
- 上條ひとみ
- Rie&Qoonie（旧名「September」）
- 野沢香苗
- 熊谷尚武
- 大野靖之
- 洋奈
- 井上あずみ

etc…

### その他の事業
「日本囲碁連盟」名義で囲碁関連商品の販売や通信教育を行っている。過去には囲碁の棋戦「鳳凰杯オープントーナメント戦」を主催した。
また、近年は資格試験を中心として書籍も発行し、自由国民社を通して全国の書店で販売している。
2011年からは生活・実用用品なども取り扱っているが、ユーキャン=通信教育のイメージが強いことから、2013年11月より一般通販部門を別ブランド「ココチモ」（cococimo）として分離している。

## 広告モデル・CM出演者
- 2007年まで - 織田裕二、小西真奈美、野際陽子等
- 2008年 - 菅野美穂、玉木宏　
  - キャンペーンソング：「はじまりの歌」大橋卓弥（スキマスイッチ）
- 2009年 - 菅野美穂、玉木宏、友近　
  - キャンペーンソング：「歩み」GReeeeN
- 2010年 - 蒼井優、佐藤隆太、はんにゃ、貫地谷しほり、富田靖子
  - キャンペーンソング：「涙・夢」 FUNKY MONKEY BABYS
- 2011年 - 柴咲コウ、向井理、木村多江
  - 「シカク.TV」出演者としてくりぃむしちゅー・上田晋也、イモトアヤコ。上田の相方有田哲平も出演しているが、CM出演者の欄には記載されていない。またCM用ナレーターにベテラン声優・小林清志を起用。
  - キャンペーンソング：「It's My Life」 YUI
- 2012年 - 柴咲コウ、向井理、木村多江、武田鉄矢
  - 武田は、彼の代表作『3年B組金八先生』をモチーフとした向井の恩師役で出演。
  - 「はじめてユーキャン」出演者として木下優樹菜、畑野ひろ子、澤穂希
  - キャンペーンソング：「いつだって僕らは」いきものがかり
    - 「はじめてユーキャン」など、一部バージョンではこの曲が使われていない。
- 2013年 - 長澤まさみ、岡田将生、坂下千里子
  - 「AKBチャレンジユーキャン」出演者としてAKB48（大島優子・高橋みなみ・篠田麻里子・板野友美・渡辺麻友・柏木由紀・北原里英・横山由依・島崎遥香）
    - CMでは横山由依が実際に調剤事務管理士の技能検定試験の勉強を行い、8月に見事合格したことが発表された。

  - キャンペーンソング：「イロトリドリ」ゆず
    - 「AKBチャレンジユーキャン」など、一部バージョンではこの曲が使われていない。
- 2014年 - 豊川悦司、井川遥、水川あさみ
  - 豊川と井川が夫婦、豊川と水川が同じ会社の上司と部下という設定である。
  - 「AKBチャレンジユーキャン2014」出演者としてAKB48（大島優子・高橋みなみ・小嶋陽菜・渡辺麻友・柏木由紀・横山由依・島崎遥香・川栄李奈・入山杏奈）
    - CMでは川栄李奈が実際に薬膳コーディネーターの検定試験の勉強を行い、7月に見事合格したことが発表された。

  - キャンペーンソング：「Faith」miwa
    - 「AKBチャレンジユーキャン2014」など、一部バージョンではこの曲が使われていない。

  - 「美しい二人篇」キャンペーンソング：「You can」倉木麻衣
- 2015年 - 井川遥、杏、松重豊
  - 松重と杏が親子、井川は松重がマスターを務めるカフェの常連客という設定。
  - 「ローラとアンナのユーキャンで学ぼう!」出演者としてローラ、土屋アンナ
    - CMではローラが食生活アドバイザーを、土屋がボールペン字講座を実際に受講している。

  - キャンペーンソング：「ワンゴール」いきものがかり
    - 「ローラとアンナのユーキャンで学ぼう!」など、一部のバージョンではこの曲が使われていない。
- 2016年 - 杏、トリンドル玲奈、劇団ひとり
  - 「ローラとDAIGOの好きを学ぼう!」出演者としてローラ、DAIGO
    - CMではローラがボールペン字講座を、DAIGOが整理収納アドバイザーを実際に受講している。

  - キャンペーンソング：「時よ」星野源
    - 「ローラとDAIGOの好きを学ぼう!」など、一部のバージョンではこの曲が使われていない。

  - 「スピークマスター」イメージキャラクターとして倉木麻衣　キャンペーンソング：「OPEN L♡VE」（倉木麻衣）
- 2017年 - 仲間由紀恵、佐々木希、満島真之介
  - 「だから、ユーキャン」イメージキャラクターとして西島秀俊
- 2018年 - 斎藤工、寺田心
  - CMソングはどぶろっくの「もしかしてだけど」の替え歌で、本人達も出演している。
  - 「チャレンジユーキャン2018」出演者として佐々木希、石原良純
    - CMでは佐々木が食生活アドバイザーを、石原が実用ボールペン字講座を実際に受講している（佐々木は既に合格し資格取得済）。
- 2019年 - サンドウィッチマン
  - CMでは「天使ーズ」というキャラクターで出演。
  - 「チャレンジユーキャン2019」出演者として松岡茉優、吉瀬美智子、春日俊彰（オードリー）
    - CMでは松岡が実用ボールペン字講座を、吉瀬が野菜スペシャリスト講座を、春日がファイナンシャルプランナー講座を実際に受講している。
    - 春日出演CMでは相方の若林正恭もCM撮影者として友情出演している。
    - 松岡は「天使ーズ」のCMにも出演しており、サンドウィッチマンと共演している。
- 2020年 - 吉沢亮
  - 「チャレンジユーキャン2020」出演者として木村佳乃、仲里依紗
    - CMでは木村がカラーコーディネート講座を、仲が食生活アドバイザー講座を実際に受講している。

  - キャンペーンソング：「try again」いきものがかり
- 2021年 - 桐谷健太、杏
  - CMでは桐谷と杏がそれぞれ、尾崎豊の「僕が僕であるために」をアカペラで歌唱している。
  - 「チャレンジユーキャン2021」出演者として井ノ原快彦、多部未華子、白石麻衣
    - CMでは井ノ原がガーデニング講座を、多部が整理収納アドバイザー講座を、白石が食生活アドバイザー講座を実際に受講している。
- 2022年 - 杏
  - CMでは杏がMr.Childrenの「星になれたら」と「花 -Mémento-Mori-」を、それぞれギター弾き語りで歌唱している。
  - 「チャレンジユーキャン2022」出演者として伊藤美誠、中島健人、本田翼
    - CMでは伊藤が温活アドバイザー講座を、中島が食生活アドバイザー講座を、本田がリンパケア講座を実際に受講している。
- 2023年 - 杏
  - CMでは杏が絢香の「にじいろ」を歌唱している。
  - 「チャレンジユーキャン2023」出演者として阿部亮平、清野菜名、MEGUMI
    - CMでは阿部がMOS講座を、清野が食生活アドバイザー講座を、MEGUMIが実用ボールペン字講座を実際に受講している。
- 2024年
  - 「チャレンジユーキャン2024」がメインキャンペーンとなる。出演者は藤木直人、指原莉乃、鈴鹿央士、藤本美貴、庄司智春
    - CMでは藤木がファイナンシャルプランナー講座を、指原が実用ボールペン字講座を、鈴鹿が心理カウンセリング講座を、藤本が整理収納アドバイザー講座を、庄司がリンパケア講座を実際に受講している。

  - キャンペーンソング：「Tap Tap Dance」緑黄色社会
  - 「ユーキャンのリスキリングサービス」アンバサダーとして山田杏奈
    - リスキリングサービスCMソング：「オーバードライブ」KOTORI
- 2025年
  - メインキャンペーンは「おもしろい、を増やそう。2025」で、出演者は芦田愛菜、阿部亮平、大橋和也
    - CMでは阿部がファイナンシャルプランナー講座を、大橋が食生活アドバイザー講座を実際に受講している。尚、芦田は実用ボールペン字講座受講者と対談している。
    - 阿部は「U-CAN PRO（ユーキャン・プロ）」のCMにも出演。